# 日生劇場

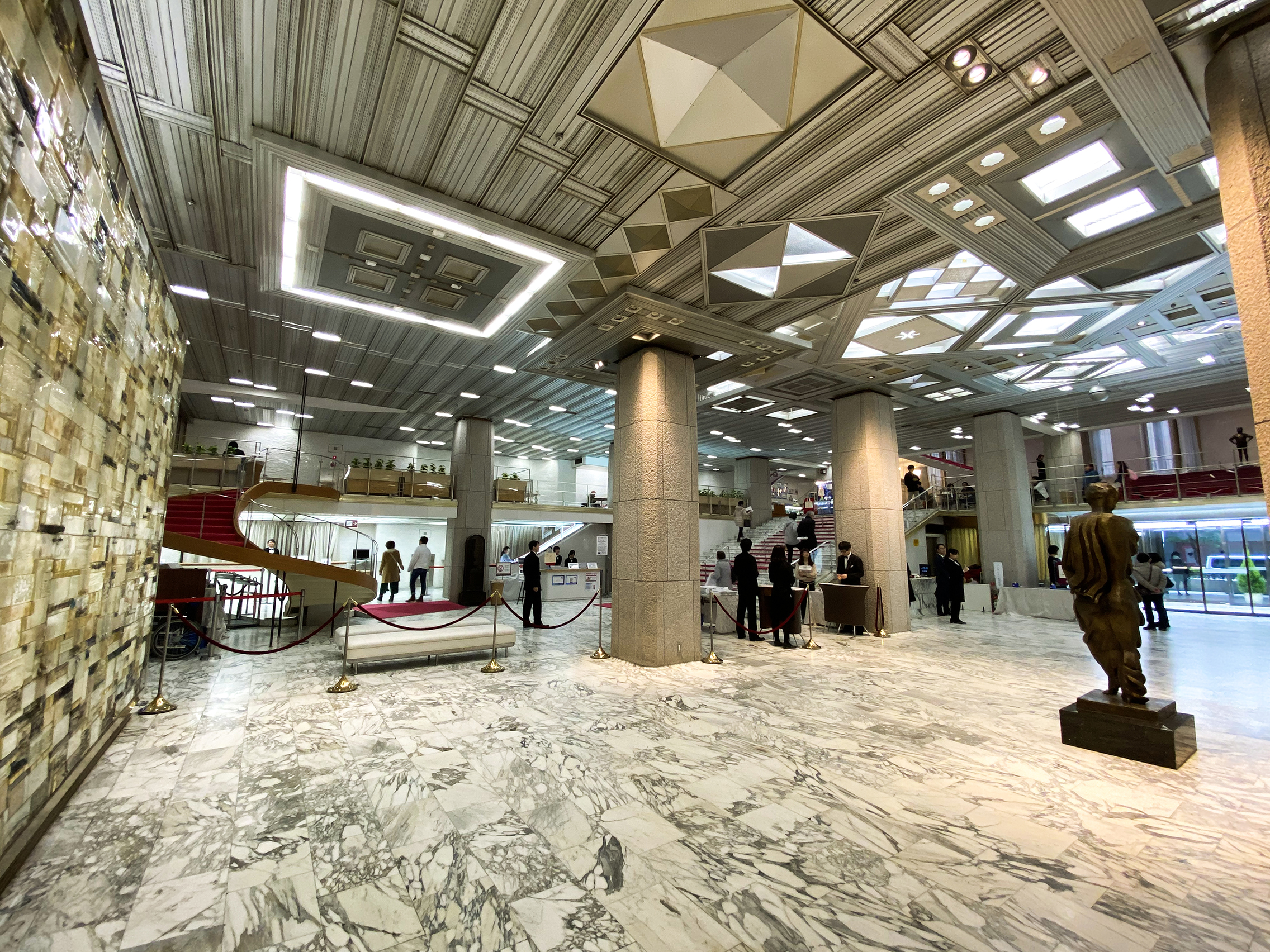
日生劇場 ピロティ

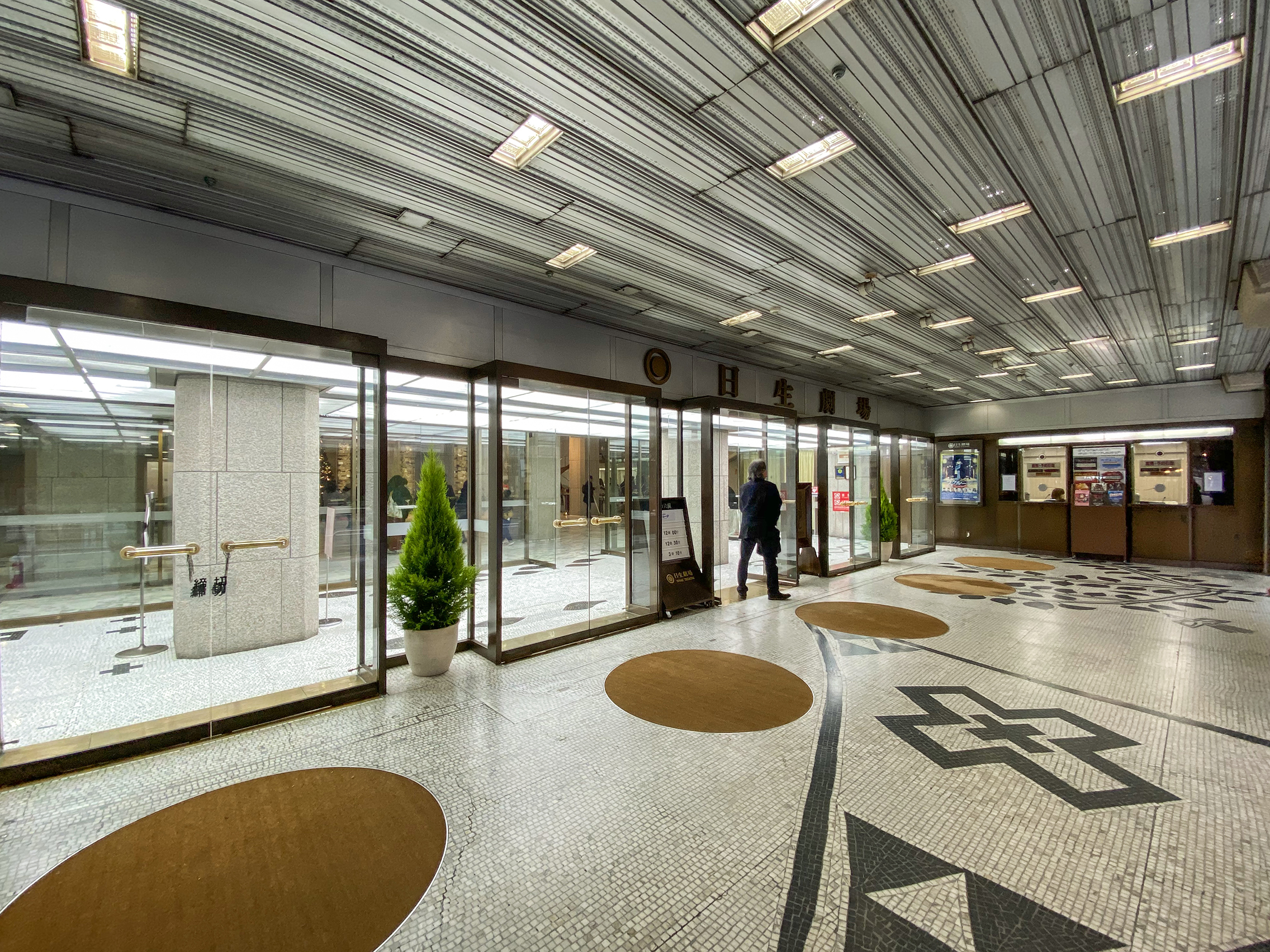
劇場入口

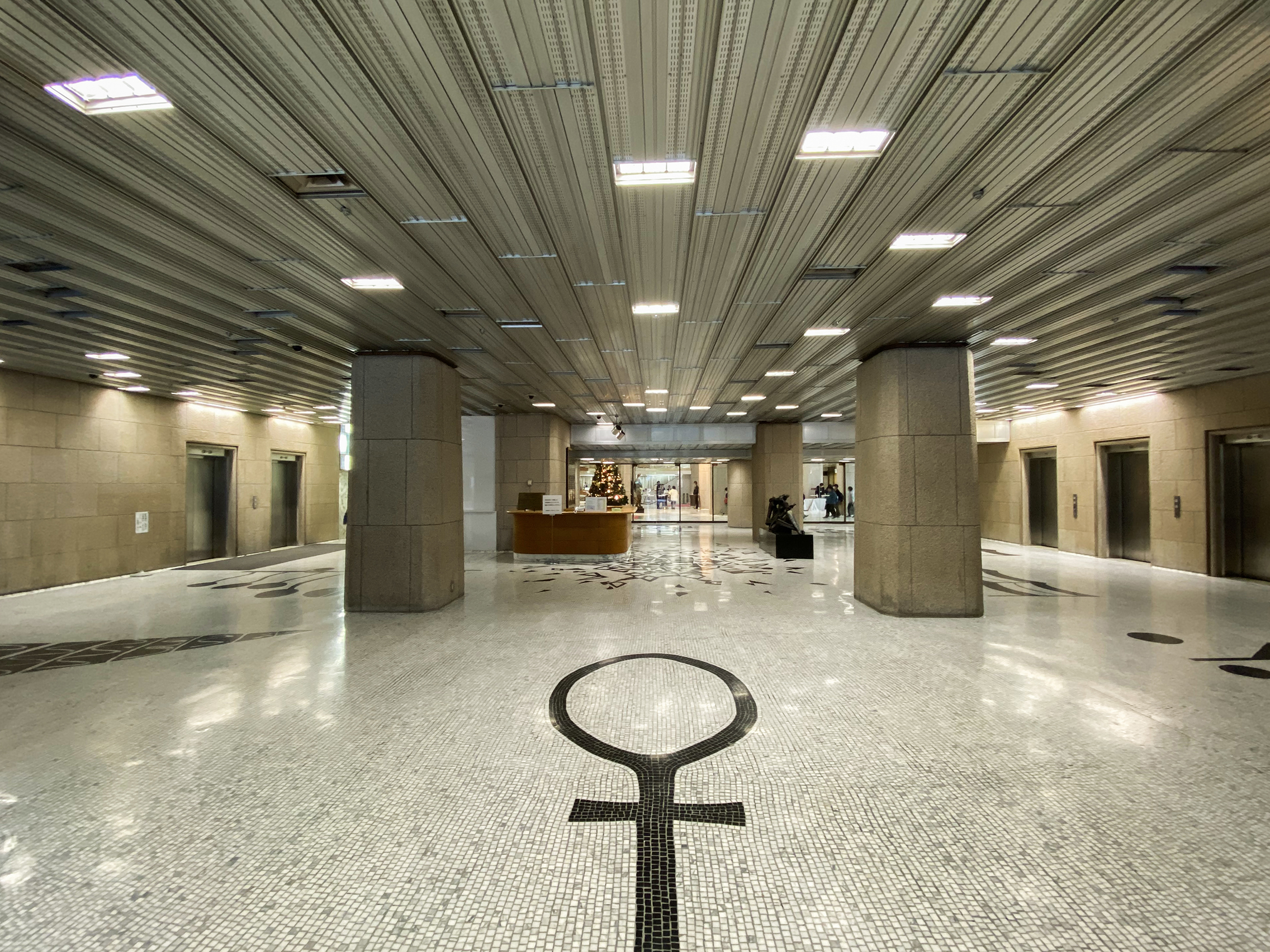
オフィスロビー

日生劇場（にっせいげきじょう、英語：Nissay Theatre）は、東京都千代田区有楽町（日比谷）の日本生命日比谷ビルの中にある劇場である。1963年の完成時の座席数は1,358、現在の座席数は1,334となっている。設計は村野藤吾で、重厚な外観と幻想的な内装を持つ建物として知られる。

## 沿革と概要
劇団四季創設者の浅利慶太や作家の石原慎太郎らは、かねてから東急グループ総帥の五島昇に劇場の建設話を持ちかけていた。当初は渋谷の東急系映画館であった東急パンテオンを改装するという程度の話だったが、同じ頃、日本生命保険が創業70周年を迎えたことを記念して劇場を作りたいとの構想を、当時の社長であった弘世現が五島に打ち明けると、五島は弘世に浅利らを紹介した。こうして、若い芸術家たちの野心と、スポンサーとしての弘世の並々ならぬ尽力により生まれたのが日生劇場である。
こけら落しは、1963年10月20日にベルリン・ドイツ・オペラを招いて行われた。その後は現代劇や歌舞伎、そしてオペラやミュージカルの公演などに使用された。1970年5月からは、経営難を理由に自主制作から貸小屋方式に変更され、翌1971年には、当時当劇場を運営していた日本生命会館の社長であった五島、当時重役（取締役）であった浅利・石原が退陣した。劇団四季が常設劇場をもつ前には当劇場での公演が多かったほか、越路吹雪が1970年代当時、日本で最もチケットの入手が困難なステージのひとつともいわれた「ロングリサイタル」を長年にわたって行った。また、沢田研二がソロデビューの翌月1971年12月に初のリサイタルを開催したのも当劇場である。しかし、その卓越した音響効果は「良すぎて」クラシック音楽には向かないと言われており、実際、近年では著名オーケストラによる公演は行われていない。
客席の中では、中2階に相当する「グランドサークル席」の人気が高く、早く売り切れることが多い。

### その他事業内容
『すぐれた舞台芸術を提供するとともにその向上をはかり、わが国の芸術文化の振興に寄与する』ことを事業目的とし、日生劇場を拠点として運営者の「公益財団法人ニッセイ文化振興財団」が様々な活動を行っている。
- 1964年より、日本生命保険と共催で、劇団四季出演によるミュージカルに都内の小学生を学校単位で無料で招待する、「ニッセイ名作劇場」を毎年実施している。
- 1979年より、中学・高校生を対象に本格的なオペラを鑑賞できる機会を安価で提供する「日生劇場オペラ教室」 を開催し、学校単位でこれを行っている。
- 1993年より、親子で本格的な舞台芸術に安価で触れられるようにと「日生劇場国際ファミリーフェスティヴァル」を毎年夏休み期間に行っている。

## 建築
日本生命日比谷ビル・日生劇場は建築家・村野藤吾の代表作のひとつで、1963年9月竣工（設計：村野・森建築事務所、施工：大林組）。鉄骨鉄筋コンクリート造8階建、地下5階。オフィス部分と日生劇場から構成される複合ビルである。

オフィス部分には、竣工後、日本橋の東京日本生命館（日本橋髙島屋がテナントとして入る）7・8階に位置した日本生命東京総局（後に東京本部）が移転してきた。なお、東京本部は、1987年に東宝日比谷ビルへの移転を経て、2004年には丸の内オアゾ内に完成した日本生命丸の内ビルに移転している。
劇場の客席天井・壁は音響効果上、うねるような曲面で構成されており、天井には2万枚ものアコヤ貝(実際には、マド貝)の貝殻が散りばめられている。建築界においては、花崗岩(岡山産万成石)で仕上げた古典主義的な外観やアコヤ貝を使った幻想的な内部空間などが、当時の主流であったモダニズム建築の立場から「反動的」といった批判も受けたが、1964年には日本建築学会賞作品賞（日本生命日比谷ビル）を受賞している。
2006年には、日本生命日比谷ビルと合わせてDOCOMOMO JAPAN選定 日本におけるモダン・ムーブメントの建築に選ばれている。

## アクセス
- 地下鉄千代田線・日比谷線・都営三田線 日比谷駅、A13出口より徒歩1分
- 地下鉄有楽町線 有楽町駅より徒歩10分
- 地下鉄丸ノ内線 銀座駅より徒歩10分